# Wasmannia rochai
Wasmannia rochai är en myrart som beskrevs av Auguste-Henri Forel 1912. Wasmannia rochai ingår i släktet Wasmannia och familjen myror. Inga underarter finns listade i Catalogue of Life.